# A Dance of Fire And Ice
『A Dance of Fire And Ice』（火と氷の踊り、通称ADOFAI）は、マレーシアのインディーゲームスタジオである7th Beat Gamesと中国のindienovaが開発したリズムゲームである。

## 概要
連なったタイルを譜面として、相互に回転する赤と青の『惑星』がルート上のタイルに重なった瞬間にボタンを押して進んで行くリズムゲームである。その性質上、基本的には一つのボタンでプレイすることができる。
一度のミスで即座にゲームオーバーとなり、最初もしくはチェックポイントからやり直しとなるシビアなゲーム性を持つことから、『死にゲー』と称されることもある。
ゲーム内に譜面制作のためのレベルエディターが備わっており、プレイヤーが自ら譜面（カスタムレベル）を制作・配布することも可能。他者が制作したカスタムレベルは、Steamワークショップにおいて入手することができる。著作権に関する問題を回避するため、カスタムレベルを制作しても問題ない（もしくは制作してはいけない）アーティストの一覧を開発元の7th Beat Gamesが公開している。
2022年5月30日、有料のダウンロードコンテンツ『Neo Cosmos』が配信された。

## ゲームシステム

### ワールド
A Dance of Fire and Iceのメインコンテンツ。全12のワールドが存在し、1ワールドはいくつかのチュートリアルステージと最終ステージである楽曲ステージで構成されている。

### チュートリアル
楽曲ステージの前に存在する練習用ステージで、その楽曲の譜面に登場する特徴的な配置が一部抜粋されている。公式譜面と一部のカスタムレベルに搭載されている。

### スピードトライアル
譜面を任意の速度でプレイできるモード。0.1単位で調整することができ、最も遅い速度は0.5倍速となる一方、上限は存在しない。このモードを使用した場合、途中にあるチェックポイントはすべて使えなくなり、最初から最後まで通しでプレイできる腕前を要求される。公式譜面と一部のカスタムレベルには目標速度が存在し、目標速度を満たすことによって解禁される要素もある。

### 譜面

#### タイル
タイルの曲がる角度がリズムと直結している。例えば、横向きに直進するタイルが四分音符のリズムである場合、90°曲がると半分の八分音符に、45°ではさらに半分の十六分音符、60°ならば三連符（十二分）のリズムをとる。角度は任意の実数値を設定可能であるため、五連符のような複雑なリズムの譜面も存在する。
高難易度のカスタムレベルにおいては、極端な角度でタイルを曲げることによって実質的に複数ボタンを同時に押させるようなものが存在する。
通常のタイルの他に、以下の特殊なタイルが存在する。
- ミッドスピンタイル: タイルからタイルへの回転中に触れるタイル。触れてもそのタイルには進むことはなく、通過する。
- マルチタップタイル: 2ボタンを同時に押す必要があるタイル。設定メニューから同時押しを解除し、通常のタイルと同じにすることもできる。

#### ギミック
タイルには以下のようなギミックが置かれていることがある。
- ウサギ[注 3]: そのタイルから叩く速度（BPM）が加速する。加速の倍率が大きい場合、ウサギが二匹になる。
- カタツムリ[注 3]: そのタイルから叩く速度（BPM）が減速する。減速の倍率が大きい場合、カタツムリが二匹になる。
- 渦巻き[注 3]: そのタイルから回転方向が反転する。反転後の角度が180°未満の場合は赤い渦巻きに、180°以上の場合は青い渦巻きになる。
- チェックポイント[注 3]: 通過後にミスをした際、その地点からやり直すことができる。スピードトライアル中は登場しない。

### 判定タイミング
本ゲームにおいて、判定タイミングはタイルと惑星の角度に依存する。即ち、BPMが遅ければ判定幅は広く、BPMが速ければ判定幅は狭くなる。ただし、BPMが一定の数値を超えると、それ以上は判定が狭くならない。
| 判定                 | 角度    | 備考                                         |
| -------------------- | ------- | -------------------------------------------- |
| Perfect              | 0°-30°  |                                              |
| EPerfect / LPerfect  | 30°-45° | パーフェクトオンリーモードではミス扱いになる |
| Early / Late         | 45°-60° | パーフェクトオンリーモードではミス扱いになる |
| Too Early / Too Late | >60°    | 後述                                         |

本ゲームには以下の2種類のミスが存在する。
- ミス: Too Lateを出した場合のミス。タイルに対してボタンを押し損なったという判定。
- オーバーロード: Too Earlyを1タイルの中で3回出した場合のミス。1タイルにつき2回のToo Earlyまでは許容される。

## ADOFAI.gg
ADOFAI.ggは、A Dance Of Fire And Iceに関する非公式Webサイトおよびコミュニティであり、Webサイトは以下のような機能を持つ。
- カスタムレベルのアップロード・ダウンロード
- カスタムレベルのプレイ動画の投稿
- 独自の難易度体系によるカスタムレベルのレベル分け
- プレイヤーへのレーティング付与およびそれに基づいたランキングの提供

2023年には開発元の7th Beat Gamesの支援を受けてADOFAI World Cup（AWC）を開催した。2024年にはADOFAI World Championshipと名前を変えて開催している。
また、タイルなどの最低限制作された譜面に対してVFXエフェクトを作り上げるCDF2（Camera Deco Filter）やEPC（Effect Playing Contest）などのイベントも開催している。

## The Universal Forums (TUF)
ADOFAI.ggと同じく、A Dance Of Fire And Iceに関する非公式Webサイトである。
- ADOFAI.ggと異なる難易度表記
- TUFhelperと言うModの制作、提供